# Grupa Dystrybucyjna Tradis

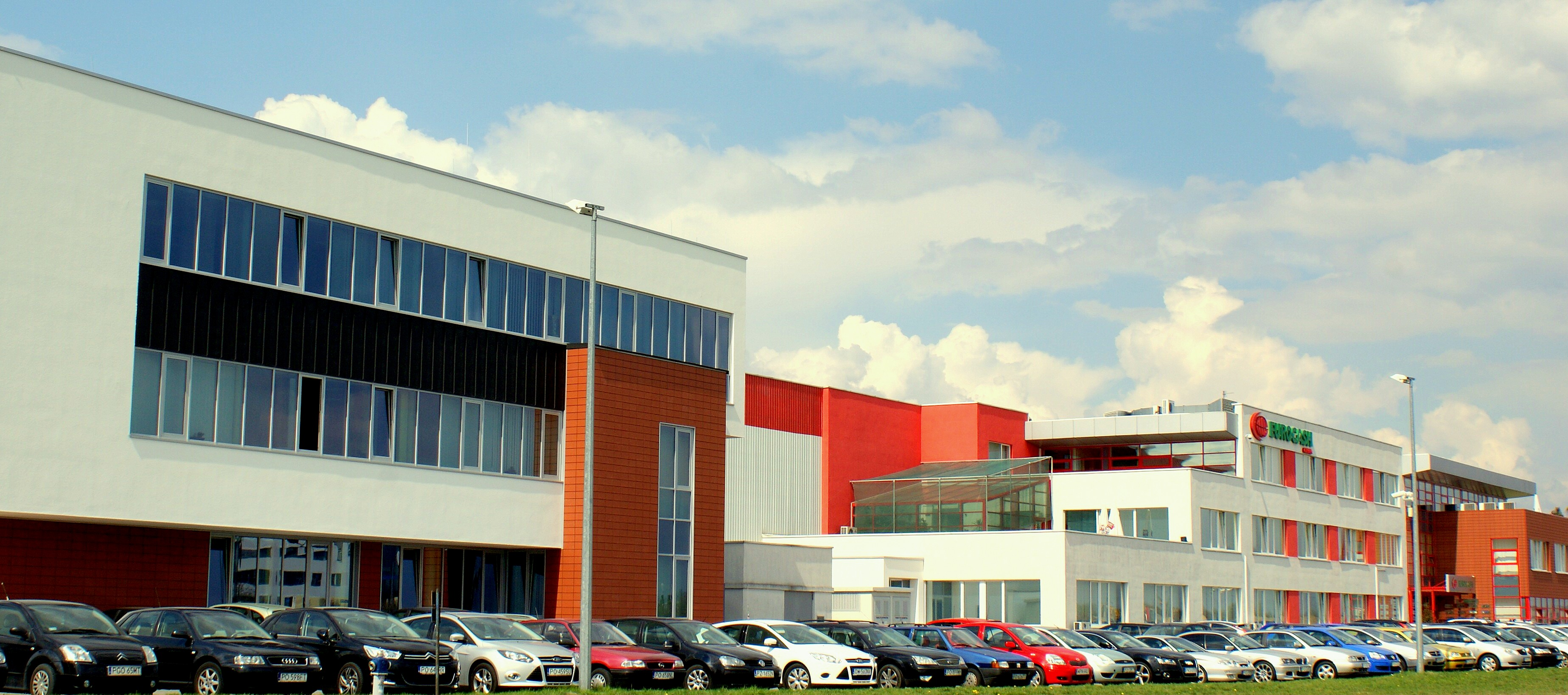
Centrala Grupy Eurocash w Komornikach

Grupa Dystrybucyjna Tradis – grupa spółek prowadzących dystrybucję artykułów spożywczych i chemiczno-kosmetycznych. W skład Grupy wchodzą m.in. spółka Tradis, hurtownie DEF, sieć Ambra, Polska Sieć Handlowa Lewiatan, sieć Detal Koncept, Euro Sklepy, drogerie Koliber oraz spółka PSD. Grupa Dystrybucyjna Tradis to jednostka biznesowa wchodząca w skład Grupy Eurocash.

## Działalność Grupy Dystrybucyjnej Tradis
Grupa Dystrybucyjna Tradis posiada ofertę składającą się z kilkunastu tysięcy produktów dostarczanych przez ponad 600 dostawców z całej Polski. Klientami firmy są właściciele małych sklepów oraz delikatesów, właściciele stacji benzynowych, restauracji, kawiarni czy też hoteli, a także instytucje sektora publicznego.
Grupa Dystrybucyjna Tradis prowadzi sprzedaż produktów za pomocą kilku kanałów dystrybucyjnych – m.in. sprzedaż za pośrednictwem magazynów cash&carry (tam klienci samodzielnie zaopatrują się w niezbędne towary) lub sprzedaż towarów z dowozem do klienta (firma posiada flotą samochodów dostawczych, które zaopatrują blisko 40.000 klientów).

## Historia Grupy Dystrybucyjnej Tradis
- 1990 – Artur Kawa zakłada jednoosobową firmę, którą po pół roku przekształca w spółkę cywilną o nazwie Eldorado
- 1996 – swoją działalność rozpoczyna firma BOS S.A.
- 2002 – Eldorado S.A. debiutuje na polskiej Giełdzie Papierów Wartościowych
- 2008 – swoją działalność rozpoczęła Grupa Dystrybucyjna Tradis, której celem była integracja podmiotów: Eldorado, BOS, DLS, Sygel-Jool, Alpaga-Xema, Sydo i Ekspress Podlaski
- 2011 – Grupa Eurocash przejmuje Grupę Dystrybucyjną Tradis i włącza ją w swoje struktury